# Johann Siegismund Boch
Johann Siegismund Boch (* 21. Februar 1798 in Frankfurt am Main; † 13. Juli 1870 ebenda) war ein Politiker der Freien Stadt Frankfurt.
Boch war Tuchbereiter und Tuchmachermeister in Frankfurt am Main. Von 1840 bis 1866 gehörte er der Ständigen Bürgerrepräsentation an. Am 3. Mai 1849 wurde er in einer Nachwahl in die Constituierende Versammlung der Freien Stadt Frankfurt gewählt. Er gehörte dem Gesetzgebenden Körper in den Jahren 1844–1846 und 1863–1866 an.